# أعياد رومانية
كانت أعياد روما القديمة (Festivals in ancient Rome) تمثل جزءًا هامًا من الحياة الدينية الرومانية خلال حقبتي الجمهورية والإمبراطورية، وإحدى السمات البدائية في التقويم الروماني. وكانت العطلات، «الفيرايي» (Feriae) («العطلات» بمعنى «الأيام المقدسة»؛ ومفردها فيراي (feriae) أو ديس فيراياليس (dies ferialis)) إما عامة (publicae) أو خاصة  (privatus). اعتاد الرومان الاحتفال بالعطلات الرسمية، وتلقت تلك العطلات تمويلًا عامًا. ولم تكن الألعاب (اللودي) (ludi)، مثل لودي أبوليناريس (Ludi Apollinares) أعيادًا، فيراي، بالمعنى المفهوم، ولكنها كانت تعد ديس فيستي (dies festi)، أي عطلات بالمعنى الحديث، أو أيام إجازة من العمل. كانت الدولة تمول الـفيرايي، أما الـلودي فكانت تُمول من الأثرياء في ذلك الوقت. أما الأعياد الخاصة فيراي برايفتي، فهي تلك التي تُقام تكريمًا لشخصٍ أو لعائلة. يُركز ذلك المقال على الأعياد العامة فقط، والتي تشمل الشعائر التي أقامها كهنة روما في المعابد، بالإضافة إلى الاحتفالات التي أقامتها العائلات في ذلك الوقت في روما.
تنقسم الـفرايي إلى ثلاثة أنواع:
- ستاتيفي (Stativae) هي العطلات الرسمية التي تقام بمواعيد ثابتة في التقويم الروماني.
- كونسيبتيفيا (Conceptivae)، وهي وليمة متنقلة (أعياد متحركة) (مثل عيد القيامة (Easter) في التقويم المسيحي، أو عيد الشكر (Thanksgiving) في أمريكا الشمالية (North America))؛ حيث اعتاد القضاة أو الكهنة المسؤولون عن ذلك الإعلان سنويًا عن مواعيد تلك الأعياد.
- إمبراتيفي (Imperativae) هي تلك العطلات التي كانت تقام «عند الطلب» أو بالأمر (مشتقة من الفعل impero, imperare، والذي يعني «يأمر» أو «يحكم») عندما يُنادي للاحتفال بها.[2]

تعد قصيدة فاستي (Fasti) لـأوفيد (Ovid)، وهي قصيدة غير مكتملة تصف الأعياد في روما من يناير إلى يونيو في عهد أغسطس (إمبراطور) (Augustus)، واحدة من أهم المصادر عن الأعياد الرومانية القديمة.